# Tlstá
Tlstá je výrazný vrch na západní straně Velké Fatry o nadmořské výšce 1373 m. Spolu s Ostrou tvoří výraznou dominantu horního Turce.
Hranice lesa probíhá pod jejím vrcholem, proto má vrcholová část formu luk s občasnými skalami. Jak už její samotný název napovídá, vrchol není ostrý, ale postupně se svažující. Je z něj rozhled na celou Turčianskou kotlinu.

## Přístup
- Po  značce z Gaderské doliny
- Po  značce z Lubené